# برایان آ. میلر
برایان آ. میلر (به انگلیسی: Brian A. Miller) یک تهیه‌کننده تلویزیون آمریکایی و معاون فعلی رئیس و مدیر کل استودیوی شبکه کارتونی در بوربنک، کالیفرنیا است؛ که این عنوان را در سال ۲۰۰۰ میلادی به عهده گرفت. وی سابقاً معاون رئیس در استودیوی انیمیشن نیکلودئون و معاون رئیس در شرکت هانا-باربرا نیز بوده‌است.

## زندگی شخصی
میلر از سال ۱۹۷۸ تا ۱۹۸۲ در دانشگاه ایالتی کالیفرنیا در نورثریج، لس آنجلس تحصیل کرد. وی دارای مدرک لیسانس هنر در رادیو، تلویزیون و فیلم است.